# 久世通煕
久世通煕（くぜ みちさと、文政元年（1818年）9月8日 - 明治8年（1875年））は、幕末から明治時代にかけての公卿。
安政5年（1858年）、日米修好通商条約締結に反対し、廷臣八十八卿列参事件に参加した。

## 官歴
- 文政3年（1820年）：従五位下
- 文政8年（1825年）：従五位上
- 文政12年（1829年）：正五位下
- 天保4年（1833年）：従四位上
- 天保9年（1838年）：右近衛権少将
- 天保12年（1841年）：正四位下
- 嘉永4年（1851年）：左近衛権中将、従三位
- 安政2年（1855年）：正三位
- 文久元年（1861年）：参議
- 元治元年（1864年）：従二位
- 慶應元年（1865年）：右中将
- 慶應2年（1866年）：致仕

## 系譜
- 父：久世通理
- 母：鍋島治茂の娘
- 子：久世通章
- 子：琴陵光煕